# Farah Eslaquit
Farah Eslaquit Cano, née le 15 décembre 1991 à Monterrey, a été élue Miss Nicaragua 2012. Elle est la 30e Miss Nicaragua. 

## Biographie

### Élection Miss Nicaragua 2012
Élue successivement représentante de la ville de Masaya, Farah Eslaquit a été élue Miss Nicaragua 2012 le 17 mars 2012 au Théâtre national Rubén Darío à Managua et succède à Adriana Dorn, Miss Nicaragua 2011. Elle reçoit les prix spéciaux de "Miss Nicaragua virtual" et de "Miss Popularité",. 
Ses dauphines :
- 1re dauphine : Keykoll Montalván, représentante de la ville de León.
- 2e dauphine : Reyna Peréz, représentante de la ville de Chinandega.

#### Parcours
- Miss Nicaragua 2012.
- Candidate au concours Miss Univers 2012 à Las Vegas, aux États-Unis.
- 5e dauphine au concours "Meilleure dans un costume national" de Miss Univers 2012.